# Pseudosimnia carnea
Pseudosimnia carnea (Poiret, 1789) è un mollusco gasteropode della famiglia Ovulidae.